# Жуків Яр
Жу́ків Яр —  село в Україні, у Великобурлуцькій селищній громаді Куп'янського району Харківської області. Населення становить 92 осіб. До 2018 орган місцевого самоврядування — Великобурлуцька селищна рада.

## Географія
Село Жуків Яр знаходиться за 2 км від річки Великий Бурлук, на відстані 2 км розташоване селище Великий Бурлук і село Балка, за 2 км знаходиться залізнична станція Бурлук. По селу протікає струмок на якому зроблено кілька загат.
У селі є дві вулиці - Молодіжна та Горна.

## Історія
12 червня 2020 року, відповідно до розпорядження Кабінету Міністрів України № 725-р «Про визначення адміністративних центрів та затвердження територій територіальних громад Харківської області», увійшло до складу Великобурлуцької селищної громади.
19 липня 2020 року, в результаті адміністративно-територіальної реформи та ліквідації Великобурлуцького району, село увійшло до складу Куп'янського району Харківської області.
24 лютого 2022 року почалася російська окупація села.
11 вересня 2022 року Збройні Сил України в ході Харківської контрнаступальної операції звільнили від російських окупантів населені пункти Великобурлуцької селищної територіальної громади.